# Šachový turnaj v Karlových Varech roku 1907

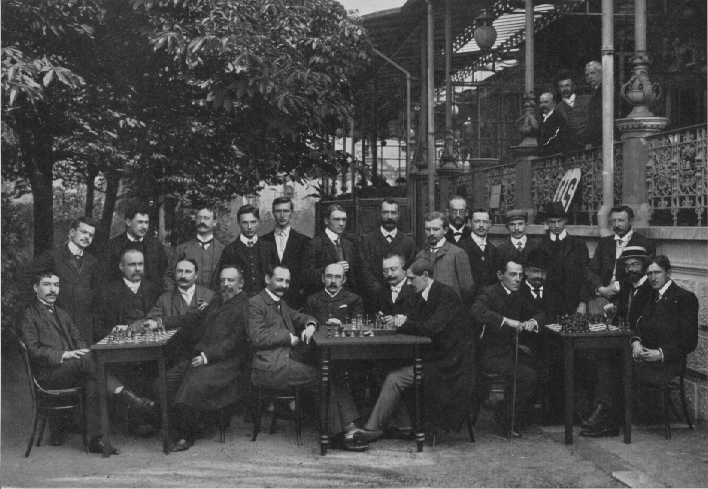
Účastníci a organizátoři turnaje v Karlových Varech roku 1907.
Sedící (zleva doprava): Akiba Rubinstein, Georg Marco, G. Fendrich, Michail Čigorin, Karl Schlechter, Hofter, Viktor Tietz, Géza Maróczy, David Janowski, Neustadtl, Drobny, Frank Marshall.
Stojící (zleva doprava): Aaron Nimcovič, Heinrich Wolf, Jacques Mieses, Erich Cohn, Paul F. Johner, Paul Leonhardt, Gersz Salwe, Milan Vidmar, Johann Berger, Rudolf Spielmann, Fjodor Duz-Chotimirskij, Savielly Tartakower, Adolf Georg Olland

Šachový turnaj v Karlových Varech 1907 byl 1. mezinárodní šachový turnaj v Karlových Varech. Konal se od 20. srpna do 17. září v hotelu Imperial. Hrálo zde celkem 21 hráčů, což byl lichý počet, jeden hráč měl tedy vždy v daném kole, kterých bylo celkem 21, volno. 
Turnaj byl posledním vystoupením Michaila Čigorina, který zemřel o 4 měsíce později. 
Na VIII. valné hromadě karlovarského šachového klubu bylo dne 18. března 1907 rozhodnuto o uspořádání velkého mezinárodního turnaje. Přípravy byly zahájeny okamžitě. Město na turnaj vyčlenilo 12 000 korun. 
Začátkem dubna byl připraven program a brzy byly zaslány pozvánky šachovým hráčům do celého světa. Registrace probíhala do 30. června. Který z přihlášených účastníků se mohl zúčastnit, rozhodovali organizátoři turnaje. Do 15. července byli zaregistrovaní zájemci o účast informováni o rozhodnutí organizátorů. Po registraci musel každý účastník zaplatit 60 korun, které hráčům byly vráceny po skončení turnaje. 
Odehrálo se celkem 210 partií, 93krát vyhrál bílý, 56krát černý a 61 partií skončilo remízou. 

## Pravidla
Turnaj se řídil pravidly Německé šachové unie. Pokud by bylo více hráčů na prvním místě (se stejným počtem bodů), hrál by se mezi nimi zápas na dvě vítězství. Pokud byl byli vítězové více než dva, každý by hrál s každým dvě partie. Nedokončené partie se musely dohrávat ve volných dnech. Čas byl 2 hodiny pro prvních 30 tahů a 1 hodina pro dalších 15 tahů. Pokud by se hráč neobjevil do dvou hodin po startu kola, jeho partie byla zkontumována. Hráči nesměli analyzovat nedohrané partie. Domluva mezi hráči by vedla k vyloučení z turnaje a ke ztrátě práva na jakoukoliv cenu. Remíza před 45. tahem mohla být uzavřena pouze se souhlasem rozhodčího. Nejpozději hodinu po skončení partie museli oba hráči dát vedoucímu turnaje nebo jeho zástupci správný a snadno čitelný partiář. 

## Ceny
| Pořadí     |                                                                                      |
| ---------- | ------------------------------------------------------------------------------------ |
| I.         | Akiba Rubinstein obdržel 3 000 korun a čestný pohár od Německé šachové unie          |
| II.        | Maróczy dostal 2000 korun                                                            |
| III.       | Leonhardt dostal 1400 korun                                                          |
| IV.–V.     | 1000 a 800, tj. 1800 korun bylo rovnoměrně rozděleno mezi Nimcovičem a Schlechterem  |
| VI.        | Vidmar obdržel 600 korun                                                             |
| VII.–VIII  | 500 a 400, tj. celkem 900 korun bylo rovnoměrně rozděleno mezi Durasem a Teichmannem |
| IX.        | 300 korun obdržel Salve                                                              |
| X.         | 250 korun dostal Wolf                                                                |
| XI.–XII.   | 200 a 150 korun bylo rozděleno mezi Duz-Chotimirskim a Marshallem                    |
| XIII.–XXI. | zbývající hráči dostali 100 korun                                                    |

### Ceny za brilanci
První cena (300 korun) byla udělena Maróczymu za jeho partii v prvním kole proti Tartakoverovi. 
Druhou cenu (200 korun) za brilanci si rozdělili rovnoměrně E. Cohn za výhru v 15. kole proti M. Čigorinovi a P. Leonhardt za výhru v 19. kole proti Tartakoverovi. 
Třetí cenu (100 korun) za brilanci byla rovnoměrně rozdělena Janowskému za jeho výhru ve 14. kole proti I. Bergerovi a J. Miesesovi za výhru ve 13. kole proti Tartakoverovi. 
Další cena (60 korun) za brilanci, na kterou přispěl Amos Burn, obdržel Spielmann za svou partii proti Rubinsteinovi ve 13. kole.

## Průběh
| 1. kolo – 20. srpna 1907   | 1. kolo – 20. srpna 1907 | 1. kolo – 20. srpna 1907 | 1. kolo – 20. srpna 1907 | 1. kolo – 20. srpna 1907 |
| -------------------------- | ------------------------ | ------------------------ | ------------------------ | ------------------------ |
| Nimcovič                   | 0                        | ½:½                      | 0                        | Wolf                     |
| Vidmar                     | 0                        | 1:0                      | 0                        | Olland                   |
| Duz-Chotimirskij           | 0                        | 0:1                      | 0                        | Čigorin                  |
| Janowski                   | 0                        | 1:0                      | 0                        | Cohn                     |
| Tartakower                 | 0                        | 0:1                      | 0                        | Maróczy                  |
| Duras                      | 0                        | ½:½                      | 0                        | Schlechter               |
| Mieses                     | 0                        | 1:0                      | 0                        | Marshall                 |
| Salve                      | 0                        | ½:½                      | 0                        | Leonhardt                |
| Berger                     | 0                        | ½:½                      | 0                        | Spielmann                |
| Johner                     | 0                        | 0:1                      | 0                        | Teichmann                |
| Rubinstein (0) volno       |                          |                          |                          |                          |
| 4. kolo – 24. srpna 1907   |                          |                          |                          |                          |
| Leonhardt                  | 2                        | ½:½                      | 2                        | Teichmann                |
| Marshall                   | 1                        | 1:0                      | 0                        | Johner                   |
| Schlechter                 | 1½                       | 1:0                      | 1½                       | Berger                   |
| Maróczy                    | 2½                       | 1:0                      | 2                        | Salve                    |
| Cohn                       | 0                        | 0:1                      | 1½                       | Mieses                   |
| Čigorin                    | 1                        | 0:1                      | 1½                       | Duras                    |
| Olland                     | 2                        | 0:1                      | 2                        | Tartakower               |
| Wolf                       | 1                        | 1:0                      | 2                        | Janowski                 |
| Rubinstein                 | ½                        | 1:0                      | ½                        | Duz-Chotimirskij         |
| Nimcovič                   | 1½                       | ½:½                      | 2½                       | Vidmar                   |
| Spielmann (1½) volno       |                          |                          |                          |                          |
| 7. kolo – 29. srpna 1907   |                          |                          |                          |                          |
| Janowski                   | 2                        | 1:0                      | 4                        | Vidmar                   |
| Tartakower                 | 3                        | 1:0                      | 3                        | Nimcovič                 |
| Duras                      | 3½                       | 0:1                      | 3½                       | Rubinstein               |
| Mieses                     | 4½                       | 1:0                      | 4                        | Wolf                     |
| Salve                      | 3½                       | 1:0                      | 2                        | Olland                   |
| Berger                     | 2½                       | 1:0                      | 1½                       | Čigorin                  |
| Johner                     | 0                        | 0:1                      | ½                        | Cohn                     |
| Teichmann                  | 4                        | ½:½                      | 5                        | Maróczy                  |
| Spielmann                  | 2½                       | ½:½                      | 3½                       | Schlechter               |
| Leonhardt                  | 3                        | ½:½                      | 3                        | Marshall                 |
| Duz-Chotimirskij(1½) volno |                          |                          |                          |                          |
| 10. kolo – 2. září 1907    |                          |                          |                          |                          |
| Maróczy                    | 6½                       | 1:0                      | 4                        | Marshall                 |
| Cohn                       | 1½                       | 1:0                      | 4½                       | Leonhardt                |
| Čigorin                    | 3½                       | 1:0                      | 4                        | Spielmann                |
| Olland                     | 4                        | ½:½                      | 5½                       | Teichmann                |
| Wolf                       | 5                        | ½:½                      | 0                        | Johner                   |
| Rubinstein                 | 6                        | 1:0                      | 4                        | Berger                   |
| Nimcovič                   | 4½                       | ½:½                      | 5                        | Salve                    |
| Vidmar                     | 6                        | 1:0                      | 6                        | Mieses                   |
| Duz-Chotimirskij           | 2½                       | 0:1                      | 4                        | Duras                    |
| Janowski                   | 3                        | 1:0                      | 5                        | Tartakower               |
| Schlechter (5½) volno      |                          |                          |                          |                          |
| 13. kolo – 6. září 1907    |                          |                          |                          |                          |
| Mieses                     | 6                        | 1:0                      | 5                        | Tartakower               |
| Salve                      | 6                        | 1:0                      | 5                        | Janowski                 |
| Berger                     | 5                        | 0:1                      | 4½                       | Duz-Chotimirskij         |
| Johner                     | ½                        | 1:0                      | 8                        | Vidmar                   |
| Teichmann                  | 7                        | ½:½                      | 6½                       | Nimcovič                 |
| Spielmann                  | 5                        | 1:0                      | 9                        | Rubinstein               |
| Leonhardt                  | 6                        | ½:½                      | 6½                       | Wolf                     |
| Marshall                   | 5                        | 1:0                      | 4½                       | Olland                   |
| Schlechter                 | 7                        | ½:½                      | 6                        | Čigorin                  |
| Maróczy                    | 8                        | 1:0                      | 2½                       | Cohn                     |
| Duras (7) volno            |                          |                          |                          |                          |
| 16. kolo – 10. září 1907   |                          |                          |                          |                          |
| Olland                     | 4½                       | 1:0                      | 3½                       | Cohn                     |
| Wolf                       | 8                        | ½:½                      | 11                       | Maróczy                  |
| Rubinstein                 | 10½                      | ½:½                      | 9                        | Schlechter               |
| Nimcovič                   | 8                        | 0:1                      | 6½                       | Marshall                 |
| Vidmar                     | 10                       | 0:1                      | 7½                       | Leonhardt                |
| Duz-Chotimirskij           | 7                        | 1:0                      | 6½                       | Spielmann                |
| Janowski                   | 7                        | ½:½                      | 8                        | Teichmann                |
| Tartakower                 | 6                        | 1:0                      | 1½                       | Johner                   |
| Duras                      | 8                        | 1:0                      | 5½                       | Berger                   |
| Mieses                     | 7                        | 0:1                      | 8½                       | Salve                    |
| Čigorin (6½) volno         |                          |                          |                          |                          |
| 19. kolo – 14. září 1907   |                          |                          |                          |                          |
| Johner                     | 3½                       | ½:½                      | 10½                      | Salve                    |
| Teichmann                  | 9½                       | ½:½                      | 7                        | Mieses                   |
| Spielmann                  | 7½                       | 0:1                      | 10                       | Duras                    |
| Leonhardt                  | 10½                      | 1:0                      | 8                        | Tartakower               |
| Marshall                   | 9½                       | 0:1                      | 7½                       | Janowski                 |
| Schlechter                 | 10                       | ½:½                      | 8                        | Duz-Chotimirskij         |
| Maróczy                    | 12½                      | ½:½                      | 10½                      | Vidmar                   |
| Cohn                       | 4                        | 0:1                      | 9½                       | Nimcovič                 |
| Čigorin                    | 7½                       | 0:1                      | 12½                      | Rubinstein               |
| Olland                     | 5½                       | 1:0                      | 10                       | Wolf                     |
| Berger (6½) volno          |                          |                          |                          |                          |

| 2. kolo – 22. srpna 1907 | 2. kolo – 22. srpna 1907 | 2. kolo – 22. srpna 1907 | 2. kolo – 22. srpna 1907 | 2. kolo – 22. srpna 1907 |
| ------------------------ | ------------------------ | ------------------------ | ------------------------ | ------------------------ |
| Spielmann                | ½                        | 1:0                      | 0                        | Johner                   |
| Leonhardt                | ½                        | ½:½                      | ½                        | Berger                   |
| Marshall                 | 0                        | ½:½                      | ½                        | Salve                    |
| Schlechter               | ½                        | 1:0                      | 1                        | Mieses                   |
| Maróczy                  | 1                        | 1:0                      | ½                        | Duras                    |
| Cohn                     | 0                        | 0:1                      | 0                        | Tartakower               |
| Čigorin                  | 1                        | 0:1                      | 1                        | Janowski                 |
| Olland                   | 0                        | 1:0                      | 0                        | Duz-Chotimirskij         |
| Wolf                     | ½                        | 0:1                      | 1                        | Vidmar                   |
| Rubinstein               | 0                        | 0:1                      | ½                        | Nimcovič                 |
| Teichmann (1) volno      |                          |                          |                          |                          |
| 5. kolo – 26. srpna 1907 |                          |                          |                          |                          |
| Duz-Chotimirskij         | ½                        | 1:0                      | 2                        | Nimcovič                 |
| Janowski                 | 2                        | 0:1                      | 1½                       | Rubinstein               |
| Tartakower               | 3                        | 0:1                      | 2                        | Wolf                     |
| Duras                    | 2½                       | 1:0                      | 2                        | Olland                   |
| Mieses                   | 2½                       | 1:0                      | 1                        | Čigorin                  |
| Salve                    | 2                        | 1:0                      | 0                        | Cohn                     |
| Berger                   | 1½                       | ½:½                      | 3½                       | Maróczy                  |
| Johner                   | 0                        | 0:1                      | 2½                       | Schlechter               |
| Teichmann                | 2½                       | ½:½                      | 2                        | Marshall                 |
| Spielmann                | 1½                       | ½:½                      | 2½                       | Leonhardt                |
| Vidmar (3) volno         |                          |                          |                          |                          |
| 8. kolo – 30. srpna 1907 |                          |                          |                          |                          |
| Schlechter               | 4                        | 1:0                      | 3½                       | Leonhardt                |
| Maróczy                  | 5½                       | 1:0                      | 3                        | Spielmann                |
| Cohn                     | 1½                       | 0:1                      | 4½                       | Teichmann                |
| Čigorin                  | 1½                       | 1:0                      | 0                        | Johner                   |
| Olland                   | 2                        | 1:0                      | 3½                       | Berger                   |
| Wolf                     | 4                        | ½:½                      | 4½                       | Salve                    |
| Rubinstein               | 4½                       | ½:½                      | 5½                       | Mieses                   |
| Nimcovič                 | 3                        | ½:½                      | 3½                       | Duras                    |
| Vidmar                   | 4                        | 1:0                      | 4                        | Tartakower               |
| Duz-Chotimirskij         | 1½                       | 1:0                      | 3                        | Janowski                 |
| Marshall (3½) volno      |                          |                          |                          |                          |
| 11. kolo – 3. září 1907  |                          |                          |                          |                          |
| Duras                    | 5                        | 1:0                      | 4                        | Janowski                 |
| Mieses                   | 6                        | 0:1                      | 2½                       | Duz-Chotimirskij         |
| Salve                    | 5½                       | ½:½                      | 7                        | Vidmar                   |
| Berger                   | 4                        | ½:½                      | 5                        | Nimcovič                 |
| Johner                   | ½                        | 0:1                      | 7                        | Rubinstein               |
| Teichmann                | 6                        | 1:0                      | 5½                       | Wolf                     |
| Spielmann                | 4                        | 1:0                      | 4½                       | Olland                   |
| Leonhardt                | 4½                       | ½:½                      | 4½                       | Čigorin                  |
| Marshall                 | 4                        | 1:0                      | 2½                       | Cohn                     |
| Schlechter               | 5½                       | ½:½                      | 7½                       | Maróczy                  |
| Tartakower (5) volno     |                          |                          |                          |                          |
| 14. kolo – 7. září1907   |                          |                          |                          |                          |
| Čigorin                  | 6½                       | 0:1                      | 9                        | Maróczy                  |
| Olland                   | 4½                       | 0:1                      | 7½                       | Schlechter               |
| Wolf                     | 7                        | ½:½                      | 6                        | Marshall                 |
| Rubinstein               | 9                        | ½:½                      | 6½                       | Leonhardt                |
| Nimcovič                 | 7                        | ½:½                      | 6                        | Spielmann                |
| Vidmar                   | 8                        | 1:0                      | 7½                       | Teichmann                |
| Duz-Chotimirskij         | 5½                       | 1:0                      | 1½                       | Johner                   |
| Janowski                 | 5                        | 1:0                      | 5                        | Berger                   |
| Tartakower               | 5                        | ½:½                      | 7                        | Salve                    |
| Duras                    | 7                        | 1:0                      | 7                        | Mieses                   |
| Cohn (2½) volno          |                          |                          |                          |                          |
| 17. kolo – 12. září 1907 |                          |                          |                          |                          |
| Berger                   | 5½                       | 1:0                      | 7                        | Mieses                   |
| Johner                   | 1½                       | 1:0                      | 9                        | Duras                    |
| Teichmann                | 8½                       | 1:0                      | 7                        | Tartakower               |
| Spielmann                | 6½                       | 1:0                      | 7½                       | Janowski                 |
| Leonhardt                | 8½                       | 1:0                      | 8                        | Duz-Chotimirskij         |
| Marshall                 | 7½                       | 1:0                      | 10                       | Vidmar                   |
| Schlechter               | 9½                       | 0:1                      | 8                        | Nimcovič                 |
| Maróczy                  | 11½                      | ½:½                      | 11                       | Rubinstein               |
| Cohn                     | 3½                       | ½:½                      | 8½                       | Wolf                     |
| Čigorin                  | 6½                       | 1:0                      | 5½                       | Olland                   |
| Salve (9½) volno         |                          |                          |                          |                          |
| 20. kolo – 16. září 1907 |                          |                          |                          |                          |
| Rubinstein               | 13½                      | 1:0                      | 6½                       | Olland                   |
| Nimcovič                 | 10½                      | 1:0                      | 7½                       | Čigorin                  |
| Vidmar                   | 11                       | 0:1                      | 4                        | Cohn                     |
| Duz-Chotimirskij         | 8½                       | ½:½                      | 13                       | Maróczy                  |
| Janowski                 | 8½                       | 0:1                      | 10½                      | Schlechter               |
| Tartakower               | 8                        | 1:0                      | 9½                       | Marshall                 |
| Duras                    | 11                       | 0:1                      | 11½                      | Leonhardt                |
| Mieses                   | 7½                       | 0:1                      | 7½                       | Spielmann                |
| Salve                    | 11                       | 0:1                      | 10                       | Teichmann                |
| Berger                   | 6½                       | ½:½                      | 4                        | Johner                   |
| Wolf (10) volno          |                          |                          |                          |                          |

| 3. kolo – 23. srpna 1907 | 3. kolo – 23. srpna 1907 | 3. kolo – 23. srpna 1907 | 3. kolo – 23. srpna 1907 | 3. kolo – 23. srpna 1907 |
| ------------------------ | ------------------------ | ------------------------ | ------------------------ | ------------------------ |
| Vidmar                   | 2                        | ½:½                      | 0                        | Rubinstein               |
| Duz-Chotimirskij         | 0                        | ½:½                      | ½                        | Wolf                     |
| Janowski                 | 2                        | 0:1                      | 1                        | Olland                   |
| Tartakower               | 1                        | 1:0                      | 1                        | Čigorin                  |
| Duras                    | ½                        | 1:0                      | 0                        | Cohn                     |
| Mieses                   | 1                        | ½:½                      | 2                        | Maróczy                  |
| Salve                    | 1                        | 1:0                      | 1½                       | Schlechter               |
| Berger                   | 1                        | ½:½                      | ½                        | Marshall                 |
| Johner                   | 0                        | 0:1                      | 1                        | Leonhardt                |
| Teichmann                | 1                        | 1:0                      | 1½                       | Spielmann                |
| Nimcovič (1½) volno      |                          |                          |                          |                          |
| 6. kolo – 27. srpna 1907 |                          |                          |                          |                          |
| Marshall                 | 2½                       | ½:½                      | 2                        | Spielmann                |
| Schlechter               | 3½                       | 0:1                      | 3                        | Teichmann                |
| Maróczy                  | 4                        | 1:0                      | 0                        | Johner                   |
| Cohn                     | 0                        | ½:½                      | 2                        | Berger                   |
| Čigorin                  | 1                        | ½:½                      | 3                        | Salve                    |
| Olland                   | 2                        | 0:1                      | 3½                       | Mieses                   |
| Wolf                     | 3                        | 1:0                      | 3½                       | Duras                    |
| Rubinstein               | 2½                       | 1:0                      | 3                        | Tartakower               |
| Nimcovič                 | 2                        | 1:0                      | 2                        | Janowski                 |
| Vidmar                   | 3                        | 1:0                      | 1½                       | Duz-Chotimirskij         |
| Leonhardt (3) volno      |                          |                          |                          |                          |
| 9. kolo – 31. srpna 1907 |                          |                          |                          |                          |
| Tartakower               | 4                        | 1:0                      | 2½                       | Duz-Chotimirskij         |
| Duras                    | 4                        | 0:1                      | 5                        | Vidmar                   |
| Mieses                   | 6                        | 0:1                      | 3½                       | Nimcovič                 |
| Salve                    | 5                        | 0:1                      | 5                        | Rubinstein               |
| Berger                   | 3½                       | ½:½                      | 4½                       | Wolf                     |
| Johner                   | 0                        | 0:1                      | 3                        | Olland                   |
| Teichmann                | 5½                       | 0:1                      | 2½                       | Čigorin                  |
| Spielmann                | 3                        | 1:0                      | 1½                       | Cohn                     |
| Leonhardt                | 3½                       | 1:0                      | 6½                       | Maróczy                  |
| Marshall                 | 3½                       | ½:½                      | 5                        | Schlechter               |
| Janowski (3) volno       |                          |                          |                          |                          |
| 12. kolo – 5. září 1907  |                          |                          |                          |                          |
| Cohn                     | 2½                       | 0:1                      | 6                        | Schlechter               |
| Čigorin                  | 5                        | 1:0                      | 5                        | Marshall                 |
| Olland                   | 4½                       | 0:1                      | 5                        | Leonhardt                |
| Wolf                     | 5½                       | 1:0                      | 5                        | Spielmann                |
| Rubinstein               | 8                        | 1:0                      | 7                        | Teichmann                |
| Nimcovič                 | 5½                       | 1:0                      | ½                        | Johner                   |
| Vidmar                   | 7½                       | ½:½                      | 4½                       | Berger                   |
| Duz-Chotimirskij         | 3½                       | 1:0                      | 6                        | Salve                    |
| Janowski                 | 4                        | 1:0                      | 6                        | Mieses                   |
| Tartakower               | 5                        | 0:1                      | 6                        | Duras                    |
| Maróczy (8) volno        |                          |                          |                          |                          |
| 15. kolo – 9. září 1907  |                          |                          |                          |                          |
| Salve                    | 7½                       | 1:0                      | 8                        | Duras                    |
| Berger                   | 5                        | ½:½                      | 5½                       | Tartakower               |
| Johner                   | 1½                       | 0:1                      | 6                        | Janowski                 |
| Teichmann                | 7½                       | ½:½                      | 6½                       | Duz-Chotimirskij         |
| Spielmann                | 6½                       | 0:1                      | 9                        | Vidmar                   |
| Leonhardt                | 7                        | ½:½                      | 7½                       | Nimcovič                 |
| Marshall                 | 6½                       | 0:1                      | 9½                       | Rubinstein               |
| Schlechter               | 8½                       | ½:½                      | 7½                       | Wolf                     |
| Maróczy                  | 10                       | 1:0                      | 4½                       | Olland                   |
| Cohn                     | 2½                       | 1:0                      | 6½                       | Čigorin                  |
| Mieses (7) volno         |                          |                          |                          |                          |
| 18. kolo – 13. září 1907 |                          |                          |                          |                          |
| Wolf                     | 9                        | 1:0                      | 7½                       | Čigorin                  |
| Rubinstein               | 11½                      | 1:0                      | 4                        | Cohn                     |
| Nimcovič                 | 9                        | ½:½                      | 12                       | Maróczy                  |
| Vidmar                   | 10                       | ½:½                      | 9½                       | Schlechter               |
| Duz-Chotimirskij         | 8                        | 0:1                      | 8½                       | Marshall                 |
| Janowski                 | 7½                       | 0:1                      | 9½                       | Leonhardt                |
| Tartakower               | 7                        | 1:0                      | 7½                       | Spielmann                |
| Duras                    | 9                        | 1:0                      | 9½                       | Teichmann                |
| Mieses                   | 7                        | 0:1                      | 2½                       | Johner                   |
| Salve                    | 9½                       | 1:0                      | 6½                       | Berger                   |
| Olland (5½) volno        |                          |                          |                          |                          |
| 21. kolo – 17. září 1907 |                          |                          |                          |                          |
| Teichmann                | 11                       | ½:½                      | 7                        | Berger                   |
| Spielmann                | 8½                       | 1:0                      | 11                       | Salve                    |
| Leonhardt                | 12½                      | 1:0                      | 7½                       | Mieses                   |
| Marshall                 | 9½                       | ½:½                      | 11                       | Duras                    |
| Schlechter               | 11½                      | 1:0                      | 9                        | Tartakower               |
| Maróczy                  | 13½                      | 1:0                      | 8½                       | Janowski                 |
| Cohn                     | 5                        | 0:1                      | 9                        | Duz-Chotimirskij         |
| Čigorin                  | 7½                       | 0:1                      | 11                       | Vidmar                   |
| Olland                   | 6½                       | 0:1                      | 11½                      | Nimcovič                 |
| Wolf                     | 10                       | ½:½                      | 14½                      | Rubinstein               |
| Johner (4½) volno        |                          |                          |                          |                          |

## Tabulka
| #  | Hráč                    | Země             | 1               | 2               | 3               | 4               | 5               | 6               | 7               | 8               | 9               | 10              | 11              | 12              | 13              | 14              | 15              | 16              | 17              | 18              | 19              | 20              | 21              |  | +  | −  | =  | Celkem |
| -- | ----------------------- | ---------------- | --------------- | --------------- | --------------- | --------------- | --------------- | --------------- | --------------- | --------------- | --------------- | --------------- | --------------- | --------------- | --------------- | --------------- | --------------- | --------------- | --------------- | --------------- | --------------- | --------------- | --------------- |  | -- | -- | -- | ------ |
| 1  | Akiba Rubinstein        | Ruské impérium   | Does not appear | ½               | ½               | 0               | ½               | ½               | 1               | 1               | 1               | ½               | 1               | 1               | 0               | 1               | 1               | 1               | 1               | ½               | 1               | 1               | 1               |  | 12 | 2  | 6  | 15     |
| 2  | Géza Maróczy            | Rakousko-Uhersko | ½               | Does not appear | 0               | ½               | ½               | ½               | ½               | 1               | 1               | ½               | 1               | ½               | 1               | 1               | 1               | ½               | 1               | ½               | 1               | 1               | 1               |  | 10 | 1  | 9  | 14½    |
| 3  | Paul Leonhardt          | Německá říše     | ½               | 1               | Does not appear | ½               | 0               | 1               | ½               | 1               | ½               | ½               | ½               | 1               | ½               | 1               | 1               | ½               | ½               | 1               | 1               | 0               | 1               |  | 9  | 2  | 9  | 13½    |
| 4  | Aaron Nimcovič          | Ruské impérium   | 1               | ½               | ½               | Does not appear | 1               | ½               | ½               | ½               | ½               | ½               | 0               | 0               | ½               | 0               | 1               | ½               | 1               | 1               | 1               | 1               | 1               |  | 8  | 3  | 9  | 12½    |
| 5  | Karl Schlechter         | Rakousko-Uhersko | ½               | ½               | 1               | 0               | Does not appear | ½               | 0               | ½               | 0               | ½               | ½               | ½               | ½               | 1               | 1               | 1               | ½               | 1               | 1               | 1               | 1               |  | 8  | 3  | 9  | 12½    |
| 6  | Milan Vidmar            | Rakousko-Uhersko | ½               | ½               | 0               | ½               | ½               | Does not appear | 1               | 1               | ½               | 1               | 0               | 1               | 1               | 1               | 0               | ½               | 1               | 1               | 1               | 0               | 0               |  | 9  | 5  | 6  | 12     |
| 7  | Richard Teichmann       | Německá říše     | 0               | ½               | ½               | ½               | 1               | 0               | Does not appear | 0               | 1               | 1               | ½               | ½               | 1               | 1               | ½               | ½               | 0               | ½               | ½               | 1               | 1               |  | 7  | 4  | 9  | 11½    |
| 8  | Oldřich Duras           | Rakousko-Uhersko | 0               | 0               | 0               | ½               | ½               | 0               | 1               | Does not appear | 0               | 0               | ½               | 1               | 1               | 1               | 1               | 1               | 1               | 1               | 1               | 1               | 0               |  | 10 | 7  | 3  | 11½    |
| 9  | Gersz Salwe             | Ruské impérium   | 0               | 0               | ½               | ½               | 1               | ½               | 0               | 1               | Does not appear | ½               | ½               | 0               | 0               | ½               | 1               | 1               | ½               | 1               | 1               | 1               | ½               |  | 7  | 5  | 8  | 11     |
| 10 | Heinrich Wolf           | Rakousko-Uhersko | ½               | ½               | ½               | ½               | ½               | 0               | 0               | 1               | ½               | Does not appear | ½               | ½               | 1               | 1               | 1               | ½               | 1               | 0               | 0               | ½               | ½               |  | 5  | 4  | 11 | 10½    |
| 11 | Frank Marshall          | USA              | 0               | 0               | ½               | 1               | ½               | 1               | ½               | ½               | ½               | ½               | Does not appear | 1               | ½               | 0               | 0               | ½               | 0               | 0               | 1               | 1               | 1               |  | 6  | 6  | 8  | 10     |
| 12 | Fjodor Duz-Chotimirskij | Ruské impérium   | 0               | ½               | 0               | 1               | ½               | 0               | ½               | 0               | 1               | ½               | 0               | Does not appear | 1               | 0               | 1               | 1               | 0               | 1               | 0               | 1               | 1               |  | 8  | 8  | 4  | 10     |
| 13 | Rudolf Spielmann        | Rakousko-Uhersko | 1               | 0               | ½               | ½               | ½               | 0               | 0               | 0               | 1               | 0               | ½               | 0               | Does not appear | 0               | 1               | ½               | 0               | 1               | 1               | 1               | 1               |  | 7  | 8  | 5  | 9½     |
| 14 | Savielly Tartakower     | Rakousko-Uhersko | 0               | 0               | 0               | 1               | 0               | 0               | 0               | 0               | ½               | 0               | 1               | 1               | 1               | Does not appear | 0               | ½               | 1               | 0               | 1               | 1               | 1               |  | 8  | 10 | 2  | 9      |
| 15 | David Janowski          | Francie          | 0               | 0               | 0               | 0               | 0               | 1               | ½               | 0               | 0               | 0               | 1               | 0               | 0               | 1               | Does not appear | 1               | 1               | 1               | 0               | 1               | 1               |  | 8  | 11 | 1  | 8½     |
| 16 | Johann Berger           | Rakousko-Uhersko | 0               | ½               | ½               | ½               | 0               | ½               | ½               | 0               | 0               | ½               | ½               | 0               | ½               | ½               | 0               | Does not appear | 1               | 1               | 0               | ½               | ½               |  | 2  | 7  | 11 | 7½     |
| 17 | Michail Čigorin         | Ruské impérium   | 0               | 0               | ½               | 0               | ½               | 0               | 1               | 0               | ½               | 0               | 1               | 1               | 1               | 0               | 0               | 0               | Does not appear | 0               | 1               | 0               | 1               |  | 6  | 11 | 3  | 7½     |
| 18 | Jacques Mieses          | Německá říše     | ½               | ½               | 0               | 0               | 0               | 0               | ½               | 0               | 0               | 1               | 1               | 0               | 0               | 1               | 0               | 0               | 1               | Does not appear | 1               | 1               | 0               |  | 6  | 11 | 3  | 7½     |
| 19 | Adolf Georg Olland      | Nizozemsko       | 0               | 0               | 0               | 0               | 0               | 0               | ½               | 0               | 0               | 1               | 0               | 1               | 0               | 0               | 1               | 1               | 0               | 0               | Does not appear | 1               | 1               |  | 6  | 13 | 1  | 6½     |
| 20 | Erich Cohn              | Německá říše     | 0               | 0               | 1               | 0               | 0               | 1               | 0               | 0               | 0               | ½               | 0               | 0               | 0               | 0               | 0               | ½               | 1               | 0               | 0               | Does not appear | 1               |  | 4  | 14 | 2  | 5      |
| 21 | Paul Johner             | Švýcarsko        | 0               | 0               | 0               | 0               | 0               | 1               | 0               | 1               | ½               | ½               | 0               | 0               | 0               | 0               | 0               | ½               | 0               | 1               | 0               | 0               | Does not appear |  | 3  | 14 | 3  | 4½     |